# マイケル・ジャクソンの受賞記録
マイケル・ジャクソンの受賞記録（マイケルジャクソンのじゅしょうきろく）の項目ではマイケル・ジャクソンの受賞記録について扱う。

## -1970年代
- 1972年
  - ビルボード・ミュージック・アワード - 年間最優秀シングルアーティスト、年間最優秀男性アーティスト
  - アメリカ合衆国連邦議会 - 特別功労賞

## 1980年代
- 1980年
  - アメリカン・ミュージック・アワード - 最優秀男性ソウル/R&Bアーティスト、最優秀ソウル/R&Bアルバム「オフ・ザ・ウォール」、最優秀ソウル/R&Bシングル「今夜はドント・ストップ」
  - キャッシュボックス・アウォーズ - 年間最優秀ソウルアルバム「オフ・ザ・ウォール」
  - グラミー賞 - 最優秀R&Bボーカル・パフォーマンス男性部門「今夜はドント・ストップ」
- 1981年
  - 英国レコード協会アウォーズ - アルバム「オフ・ザ・ウォール」
  - キャッシュボックス・アウォーズ - 年間最優秀ソウル・アルバム「オフ・ザ・ウォール」
- 1983年
  - ブラック・ゴールド・アウォーズ - 最優秀男性ボーカリスト、最優秀ビデオパフォーマンス「今夜はビート・イット」、年間最優秀シングル「ビリー・ジーン」、最優秀アルバム「スリラー」
  - ビルボード・ミュージック・アウォーズ - 年間最優秀ポップアーティスト、年間最優秀ブラックアーティスト、年間最優秀ポップアルバム「スリラー」、最優秀ポップアルバムアーティスト、最優秀ポップシングルアーティスト、最優秀男性ポップアルバムアーティスト、最優秀ポップシングルアーティスト、最優秀ブラックアルバムアーティスト、最優秀ブラックシングルアーティスト、最優秀ブラックアルバム「スリラー」、最優秀ダンス/ディスコアーティスト、最優秀ダンス/ディスコ12インチシングル「ビリー・ジーン」「今夜はビート・イット」（2曲同時受賞）、最優秀ビデオ大賞「今夜はビート・イット」、最優秀パフォーマンス男性アーティスト、アーティストのイメージを高めるため最も効果的にビデオを活用した楽曲「今夜はビート・イット」、アーティストの曲を盛り上げるため最も効果的にビデオを活用した楽曲「今夜はビート・イット」、最優秀振り付け曲「今夜はビート・イット」
  - キャッシュボックス・アウォーズ - 最優秀男性アーティスト、最優秀ポップシングル「ビリー・ジーン」、最優秀男性シングルアーティスト、最優秀ブラックアルバム、最優秀ポップアルバム、最優秀黒人男性アーティスト、最優秀黒人シングルアーティスト、最優秀ブラックシングル「ビリー・ジーン」
  - オーストラリア - 年間最優秀アルバム、年間最優秀シングル
  - ブラジル - 年間最優秀海外アーティスト
  - ギリシャ - 年間最優秀レコード
  - オランダ - 年間最優秀アルバム
  - イタリア - 年間最優秀アーティスト
  - 日本 - 年間最優秀アーティスト、年間最優秀男性ボーカリスト、年間最優秀アルバム
  - スペイン - 最も重要な海外のアルバム
  - イギリス - 年間最優秀アルバム、年間最優秀アーティスト
- 1984年
  - アメリカン・ミュージック・アワード - 特別賞、最優秀男性ポップ/ロックボーカリスト、最優秀ポップ/ロックシングル「ビリー・ジーン」、最優秀ポップ/ロックアルバム「スリラー」、最優秀ポップ/ロックビデオ「今夜はビート・イット」、最優秀ソウル/R&Bアルバム「スリラー」、最優秀男性ソウル/R&Bボーカリスト最優秀ソウル/R&Bビデオ「今夜はビート・イット」
  - アメリカン・ビデオ・アウォーズ - 最優秀長編ビデオ、最優秀ホームビデオ
  - ブリット・アウォーズ（イギリス） - 最優秀国内アルバム「スリラー」、最優秀海外ソロアーティスト
  - カナディアン・ブラック・ミュージック・アウォーズ - 最優秀海外アルバム「スリラー」、最優秀海外シングル「ビリー・ジーン」、最優秀男性ボーカリスト、年間最優秀エンターテイナー
  - グラミー賞 - 年間最優秀プロデューサー「スリラー」、年間最優秀アルバム「スリラー」、年間最優秀シングル「今夜はビート・イット」、最優秀男性ロックボーカルパフォーマンス「今夜はビート・イット」、最優秀男性R&Bボーカルパフォーマンス「ビリー・ジーン」、最優秀最新R&B楽曲「ビリー・ジーン」、最優秀男性ポップボーカルパフォーマンス「スリラー」、最も優秀な子供向け作品アルバム「E.T.ストーリーブック」
  - MTVビデオ・ミュージック・アワード - 最優秀パフォーマンスビデオ「スリラー」、最優秀振り付け賞「スリラー」
  - ピープルズ・チョイス・アワード - 年間最優秀エンターテイナー、年間最優秀ビデオ「スリラー」
  - NAACPイメージ・アウォーズ - H・クロード・ホドソン自由勲章
  - NARMギフト・オブ・ミュージック・アウォーズ - ベスト・セリング・アルバム「スリラー」、ベスト・セリング・シングル「ビリー・ジーン」、ベスト・ホームビデオ「メイキング・オブ・スリラー」
  - アメリカ大統領人道主義賞受賞
- 1985年
  - グラミー賞 - 最優秀長編ビデオ「メイキング・オブ・マイケルジャクソンズ・スリラー」
- 1986年
  - アメリカン・ミュージック・アワード - 特別功労賞、ソング・オブ・ザ・イヤー「ウィ・アー・ザ・ワールド」（作曲部門）
  - グラミー賞 - ソング・オブ・ザ・イヤー「ウィ・アー・ザ・ワールド」、レコード・オブ・ザ・イヤー「ウィ・アー・ザ・ワールド」、最優秀ポップパフォーマンス・デュオまたはグループ「ウィ・アー・ザ・ワールド」、最優秀短編ミュージックビデオ
  - ピープルズ・チョイス・アウォーズ - 最優秀新曲「ウィ・アー・ザ・ワールド」
- 1988年
  - アメリカン・ミュージック・アワード - 最優秀ソウル/R&Bシングル
  - ビルボード・ミュージック・アウォーズ - 最優秀ブラックアーティスト、ブルース&ソウル、年間最優秀アーティスト、1988年ベストライブショー
  - ブラボー・マガジン - ゴールドオットー賞
  - ブリット・アウォーズ - 最優秀海外ソロアーティスト
  - ケーブル・エース・アウォーズ - 最優秀編曲特別賞
  - エボニー・マガジン - 年間最優秀エンターテイナー
  - ソウル・トレイン - 年間最優秀R&Bアルバム「バッド」、年間最優秀男性シングル。
  - 黒人大学連合基金 - フレデリック ・D・パターソン・アウォード
  - MTVビデオ・ミュージック・アウォーズ - MTV先駆者賞
  - NAACPイメージ・アウォーズ - 最優秀アルバム「バッド」、レオナルド・カーター人道主義賞
- 1989年
  - アメリカン・ミュージック・アワード - 特別功労賞
  - BETアウォーズ- 「バッド」ツアーの成功を讃えて
  - ビルボード・ミュージック・アウォーズ - 最優秀ブラックアーティスト、最優秀ポップ/R&Bアルバム「バッド」
  - ブラボー・マガジン - ブロンズオットー賞
  - BREアウォーズ - 三冠王アウォーズ（ポップ・ロック・ソウル）、年間最優秀ビデオ
  - ブリット・アウォーズ - 最優秀ミュージックビデオ「スムーズ・クリミナル」、最優秀海外ソロアーティスト、最優秀海外男性アーティスト
  - 英国レコード協会賞 - 年間最優秀ビデオ
  - キャッシュボックス・アウォーズ - ビデオのパイオニア賞
  - 批評家協会賞 - 最優秀ビデオ
  - フライデー・ナイト・ビデオ - 最優秀アーティスト
  - フォーブス・マガジン - 年間最優秀エンターテイナー（収入部門）
  - ガードナー・ストリート小学校 - 最も有名な卒業生
  - ソウル・トレイン・アウォーズ - 最優秀男性R&B/アーバンコンテンポラリーシングル、最優秀R&B/アーバンコンテンポラリーミュージックビデオ、第1回サミー・デイビス・ジュニア賞/ヘリテージ賞
  - ビデオ・ソフトウェア・ディーラー協会 - 最優秀ミュージックビデオ「ムーンウォーカー」
  - ワールド・ミュージック・アウォーズ - ホール・オブ・フェイム
  - MTVビデオ・アウォーズ - 最優秀特殊効果賞「リーヴ・ミー・アローン」
  - ナショナル・アーバン・コーリーション - ヒューマニタリアン賞
  - ピープルズ・チョイス・アウォーズ - 最優秀ミュージックビデオ「スムーズ・クリミナル」

## 1990年代
- 1990年
  - BMI就任式 - 第1回マイケル・ジャクソン功労賞
  - ボーイ・スカウツ・オブ・アメリカ - グッド・スカウト・ヒューマニタリアン・アウォード
  - キャピタル・チルドレン・ミュージアム - ヒューマニタリアン賞
  - グラミー賞 - 最優秀短編ビデオ「リーヴ・ミー・アローン」
  - ホワイトハウス認定 - この10年を代表するアーティスト
- 1992年
  - ビルボード・ミュージック・アウォーズ - 1992年ワールド・アーティスト・アウォーズ・ナンバーワン・ワールド・シングル「ブラック・オア・ホワイト」、1992年ワールド・アーティスト・アウォーズ・ナンバーワン・ワールド・アルバム「デンジャラス」、最新トップ100シングルアーティスト男性部門、最新R&Bシングルアーティスト、最新ダンスミュージック・クラブプレイ・アーティスト、最新ダンスミュージック・マキシシングル・セールス・アーティスト
  - ブラボー・マガジン - ゴールドオットー賞
  - ガボン - 国民名誉功労賞
  - 米国黒人所有放送者賞 - 特別功労賞
- 1993年
  - アメリカン・ミュージック・アワード - 最優秀ポップ/ロックアルバム「デンジャラス」、最優秀ソウル/R&Bシングル「リメンバー・ザ・タイム」、アルバムのセールスと世界各国での人道的な貢献を讃える国際的なアーティスト賞
  - ブラボー・マガジン - ゴールドオットー賞
  - BMIアウォーズ - 今年最もよくかかった曲（「ブラック・オア・ホワイト」「リメンバー・ザ・タイム」）
  - エコー・アウォーズ - 年間最優秀海外アーティスト
  - グラミー賞 - レジェンド賞
  - NAACPイメージ・アウォーズ - 第25回シルバー・アニバーサリー年間最優秀エンターテイナー賞、最も卓越したミュージックビデオ「ブラック・オア・ホワイト」
  - ソウル・トレイン・ミュージック・アウォーズ - ヒューマニタリアン・オブ・ザ・イヤー、最優秀シングル男性部門「リメンバー・ザ・タイム」、最優秀R&Bアルバム男性部門「デンジャラス」
  - ワールド・ミュージック・アウォーズ - 今年最も売れたUSアーティスト、今年世界で最も売れたポップアーティスト、この時代に世界で最も売れたアーティスト
  - ギネスブック - 特別功労賞
- 1994年
  - ブラボー・マガジン - ゴールドオットー賞
  - ケーブル・エース・アウォーズ - 最も卓越したミュージカルに贈られるスペシャル・チルドレンズ・チョイス・アウォード「ケアリング・フォー・キッズのキッズアウォード」
  - クレンショー・コミュニティー・ユース・アンド・アート基金 - ヒューマニタリアン賞
  - MTVムービー・アウォーズ - 最も優れた映画挿入歌「ウィル・ユー・ビー・ゼアー」
  - ポップ・ロック・マガジン - 年間最優秀シンガー
  - スマッシュ・ヒッツ・アウォーズ - 最優秀男性ボーカリスト
- 1995年
  - ビルボード・ミュージック・アウォーズ - スペシャル・ホット100アウォード
  - ビルボード・ミュージック・ビデオ・アウォーズ - 年間最優秀ビデオ・ポップ・ロック部門「スクリーム」
  - ブラボー・マガジン - ゴールドオットー賞
  - ブラジリアンTVZビデオ・アウォーズ - 年間最優秀海外ビデオ「スクリーム」
  - MTVヨーロッパ・ミュージック・アワード - 年間最優秀男性アーティスト
  - ハリー・チャピン・メモリアル・ヒューマニタリアン・アウォード受賞
  - MTVビデオ・ミュージック・アウォーズ - 最優秀ダンスビデオ「スクリーム」、最優秀振り付け「スクリーム」、最優秀美術監督「スクリーム」
  - ポップコーン・マガジン - この10年を代表するアーティスト賞、年間最優秀男性ボーカリスト
  - ポップロッキー・マガジン - 年間最優秀男性ボーカリスト
  - BETホール・オブ・フェーム・アウォーズ - 初の殿堂入り受賞
  - MTVヨーロピアン・ミュージック・アウォーズ - 最優秀男性パフォーマー
- 1996年
  - アメリカン・ミュージック・アワード - 最優秀男性ポップ/ロックアーティスト
  - ブロックバスター・エンターテインメント・アウォーズ - 最優秀男性ポップ賞「ヒストリー」
  - ブラボー・マガジン - ゴールドオットー賞、プラチナオットー賞特別功労賞、最優秀男性シンガー、最優秀アルバム「ヒストリー」、最優秀ショー、ナイセスト・シンガー
  - ブリット・アウォーズ - アーティスト・オブ・ジェネレーション
  - レ・フィルムファンタスティーク（フランス） - 最優秀ビデオ「アース・ソング」
  - ダニッシュ・グラミー賞（デンマーク） - 最優秀海外男性アーティスト、最優秀海外アルバム「ヒストリー」
  - ジェネシス・アウォーズ - 1995年ドリス・デイ・ミュージック賞：ビデオ「アース・ソング」
  - グラミー賞 - 最優秀ミュージックビデオ短編部門「スクリーム」
  - アイリッシュ・ミュージック・アウォーズ（IRMA） - 最優秀海外アーティスト賞アルバム「ヒストリー」
  - 香港ヒット・ラジオ・アウォーズ - 最優秀海外男性アーティスト、ベスト・ソング・オブ・ザ・イヤー「ユー・アー・ノット・アローン」
  - ワールド・ミュージック・アワード - 史上最も売れたアルバム「スリラー」、1996年に最も売れた男性アーティスト、最も売れたアメリカ人アーティスト、最も売れたR&Bアーティスト、史上最も売れたアーティスト
- 1997年
  - ボブ・フォッシー賞 - 最優秀ミュージックビデオ振り付け賞
  - ブラボー・マガジン・アウォーズ - シルバーオットー賞、最優秀アルバム「ヒストリー」、最優秀ショー
  - ブラジリアンTVZビデオ・アウォーズ - 年間最優秀海外ビデオ「ブラッド・オン・ザ・ダンス・フロア」
  - オランダ・ミュージック・ファクトリー・アウォーズ - 最優秀男性シンガー、最優秀ライヴアクト
  - ポップコーン・マガジン・アウォーズ - 最優秀男性ボーカリスト
- 1998年
  - ブラボー・マガジン・アウォーズ - シルバーオットー賞
- 1999年
  - ボリウッド・アウォーズ（インド） - 卓越したヒューマニタリアン賞

## 2000年代
- 2000年
  - ワールド・ミュージック・アウォーズ - ミレニアムで最も売れた男性ポップアーティスト賞

- 2002年
  - アメリカン・ミュージック・アワード - 世紀を代表するアーティスト
  - NRJアウォーズ（カンヌ） - 最優秀海外男性シンガー
  - NAACPアウォーズ - 卓越したミュージックビデオ「ユー・ロック・マイ・ワールド」、卓越したバラエティシリーズ/特番「30th アニバーサリー・セレブレーション」
  - セレブレート・ザ・マジック基金 - 人道的な支援を支えたマジカルライフ賞
  - バンビ・アウォード（ベルリン） - ミレミアムを代表するポップアーティスト
  - ワード・アート・アウォード2002受賞
- 2003年
  - BMIアーバン・アウォード「バタフライズ」
  - ラジオ・ミュージック・アウォーズ - 第1回ヒューマニタリアン賞
  - ワンネス・アウォーズ - 人種の調和のための貢献に対するパワー・オブ・ワンネス賞
- 2004年
  - アメリカ大使夫人協会（AASA） - アフリカでのエイズ撲滅運動に対するゴールデン・エレファント・アウォード
- 2006年
  - MTVビデオ・ミュージック・アワード・ジャパン（日本） - レジェンド・アワード
  - ワールド・ミュージック・アウォーズ2006（WMA） - ダイヤモンド・アウォード
- 2009年
  - アメリカン・ミュージック・アワード - 最優秀男性ポップ/ロックアーティスト、最優秀ポップ/ロックアルバム「ナンバー・ワンズ」、最優秀男性ソウル/R&Bアーティスト、最優秀ソウル/R&Bアルバム「ナンバー・ワンズ」
  - ビルボード・ジャパン・ミュージック・アワード - 洋楽サウンドトラックアルバムセールス・チャート年間1位「マイケル・ジャクソン THIS IS IT」
  - 日本レコード大賞 - 特別賞

## 2010年代
- 2010年
  - グラミー賞 - 功労賞

## ギネス世界記録
個人記録
- 最高契約金額（ソニーとの契約金8億9000万ドル）[1]
- 最も成功したコンサート（1988年のロンドン公演でのチケット7日間分完売）
- 最長ビデオ（「Ghosts」長さ35分）
- 人気歌手による販促キャンペーン費用、最高額（合計4000万ドル）
- 全米アルバムチャートでの最長期間首位（『Thriller』の37週 サントラを除く）
- 全米シングルチャート初登場第1位を獲得した史上初のアーティスト（「You Are Not Alone」）
- 史上最も成功した音楽ビデオ（100万枚以上）
- イギリスで一年に最多ヒットシングルを記録（19のシングルがTOP40に）
- 史上最も売れたアルバム（『Thriller』全世界で6500万枚）
- 個人アーティスト単年度でのグラミー賞最多受賞（1984年のグラミー賞において8部門受賞）
- 史上最も費用のかかったPV（「Scream」700万ドル）